# 夹仓巡检司城

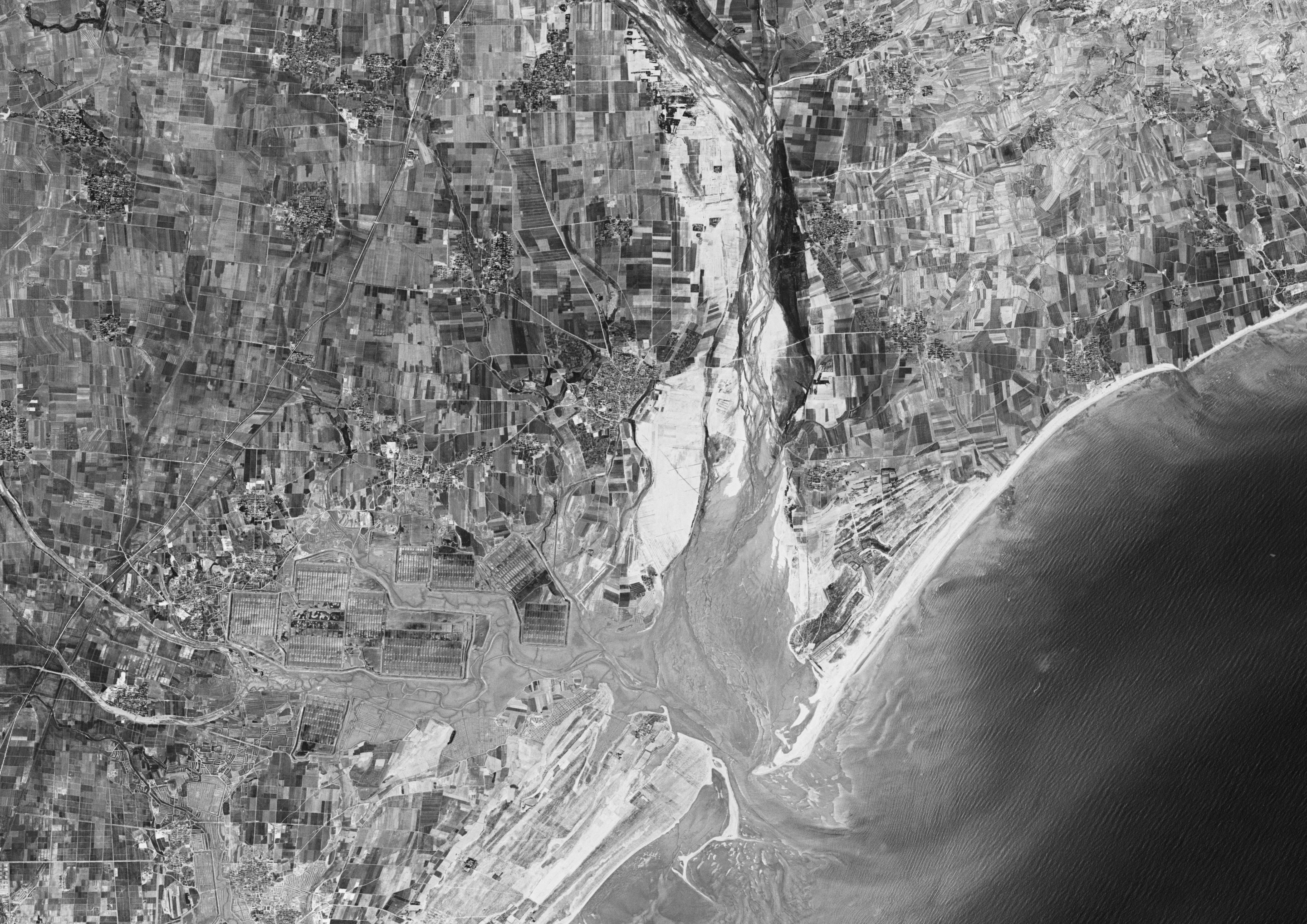
1970年5月原夹仓巡检司城及周边地区卫星航拍。

夹仓巡检司城位于中国山东省日照市东港区奎山街道夹仓一村至四村一带，今已不存。
元代于日照县城西七十里刘三公庄（今东港区三庄镇，为刘勰故里）置巡检司，明洪武三年（1370）移至县南二十五里夹仓镇，至清乾隆八年（1743）又移至安东卫城。司城始建年代不详，早年曾圮，清咸丰十一年（1861）因战乱（捻军过境）重修，时城周六十丈（约192米）。
夹仓巡检司城位于傅疃河入海口处西岸，呈不规则的方形，设城门四座，分别为东南门表海门、东北门聚奎门、西南门望沂门和西北门宗岱门。
原城内主要建筑有巡检署（早年已圮，后租住民房）、关公庙（建于清嘉庆年间，现存正殿三间及附属碑刻三块，位于夹仓四村西北角，现为日照市文物保护单位）、昭忠祠（建于清同治十年（1871），祀咸丰十一年（1861）与捻军作战时的殉难者，原位于关公庙北，已不存）和天后宫（原位于昭忠祠东，已不存）等，此外城内尚存“开泰”商号旧址（夹仓三村72号）等代表性的民居。